# Too Much Johnson
Too Much Johnson es una película de comedia estadounidense de 1938, escrita y dirigida por Orson Welles. La película se rodó tres años antes de que Welles dirigiera Ciudadano Kane, pero nunca se exhibió públicamente. Se creía que la película estaba perdida, pero en 2013 se encontró una copia en un almacén italiano.
La película no tenía la intención de mantenerse por sí misma, pero fue diseñada con el aspecto cinematográfico de etapa de presentación del Mercury Theatre de Welles de la comedia de 1894 de William Gillette acerca de un playboy de Nueva York que huye del marido violento de su amante y toma la identidad del dueño de la plantación en Cuba, que está a la espera de la llegada de una novia por correo.
Welles planeó mezclar acción en vivo y cine para esta producción. La película se concibió con una duración aproximada de 40 minutos, los primeros 20 minutos dedicados al prólogo de la obra y dos presentaciones de 10 minutos para el segundo y tercer acto. Welles preveía la creación de una película muda en la tradición de las comedias de Mack Sennett, a fin de mejorar las diversas persecuciones, duelos y conflictos cómicos de la obra de Gillette.
Esta no era la primera vez que Welles dirigía una película. En 1934, sin dejar de asistir a la Todd School for Boys, codirigió junto con su amigo William Vance un cortometraje de estilo vanguardista llamado The Hearts of Age.

## Elenco
| Actor              | Personaje         |
| ------------------ | ----------------- |
| Joseph Cotten      | Augustus Billings |
| Virginia Nicholson | Lenore Faddish    |
| Edgar Barrier      | Leon Dathis       |
| Arlene Francis     | Mrs. Dathis       |
| Ruth Ford          | Mrs. Billings     |
| Mary Wickes        | Mrs. Battison     |
| Eustace Wyatt      | Faddish           |
| Guy Kingsley       | MacIntosh         |
| George Duthie      | Purser            |
| Orson Welles       | Keystone Kop      |
| John Houseman      | Duelist           |